# Aeropuerto Internacional de Los Cabos
El Aeropuerto Internacional de Los Cabos (Código IATA: SJD - Código OACI: MMSD - Código DGAC: SJD), es un aeropuerto internacional localizado a 11 kilómetros de San José del Cabo, Baja California Sur, México. El aeropuerto atiende el área de Los Cabos: San José del Cabo y Cabo San Lucas. Este aeropuerto tiene dos terminales. La Terminal 1 sirve a casi todas las operaciones nacionales en ella están Aeroméxico, Viva, Volaris y Magnicharters, mientras que en la Terminal 2 están Alaska Airlines, Delta Air Lines, Frontier Airlines y otras aerolíneas internacionales estacionales. De septiembre de 2011 hasta 15 de diciembre de 2011, el aeropuerto contó temporalmente con un servicio sin escalas a Asia con vuelos a Shanghái, China; se ha convertido en el aeropuerto más importante en el estado de Baja California Sur.
El 24 de mayo de 2011, el Aeropuerto Internacional de Los Cabos se convirtió en el primer aeropuerto mexicano en usar el pre-despacho entre EUA-México.
Teniendo en cuenta el gran crecimiento de la aviación en México, especialmente en el Aeropuerto Internacional de Los Cabos, se ha construido un nuevo FBO con 180 m cuadrados, el cual proveerá de espacios amplios para las aeronaves, los pasajeros y los pilotos, además de proporcionar mejores servicios a nivel internacional.

## Información
El aeropuerto ha estado pasando los últimos años por diversas remodelaciones; la torre de control fue actualizada con tecnología de punta cuando Los Cabos se convirtió en la sede del Foro de Cooperación Económica Asia-Pacífico (APEC), y con esto también se creó el Libramiento a Cabo San Lucas, el cual sirve como desahogo para los turistas que llegan y quieren ir directamente a la zona hotelera.
Para el 2021, Los Cabos recibió a 5,549,600 de pasajeros, mientras que para el 2022 recibió 7,019,300 de pasajeros, según datos publicados por el Grupo Aeroportuario del Pacífico.
La Terminal 1 se encarga de los vuelos nacionales, la dimensión del edificio es de 16 580 metros cuadrados; de su estacionamiento es 10 200 metros cuadrados y la zona de carga y descarga de pasajeros es de 1,400 m cuadrados.
Finalmente, la Terminal 2 se encarga del resto de los vuelos internacionales, la dimensión del edificio es de 10 641 metros cuadrados, la dimensión del estacionamiento es de 4,512 m cuadrados y la zona de carga y descarga de pasajeros es de 1,500 m cuadrados.
*A inicios del mes de abril de 2018 inició la remodelación en el área de salidas en la Terminal 2, se estima que la reparación concluya durante el 2020.
En 2014, el Huracán Odile causó graves daños a las instalaciones del aeropuerto, resultando en la suspensión de las actividades del aeropuerto, donde una gran cantidad de personas se vieron afectadas con la suspensión de vuelos. El aeropuerto se encontró cerrado por 18 días y fue reabierto el 3 de octubre de 2014.

## Terminales

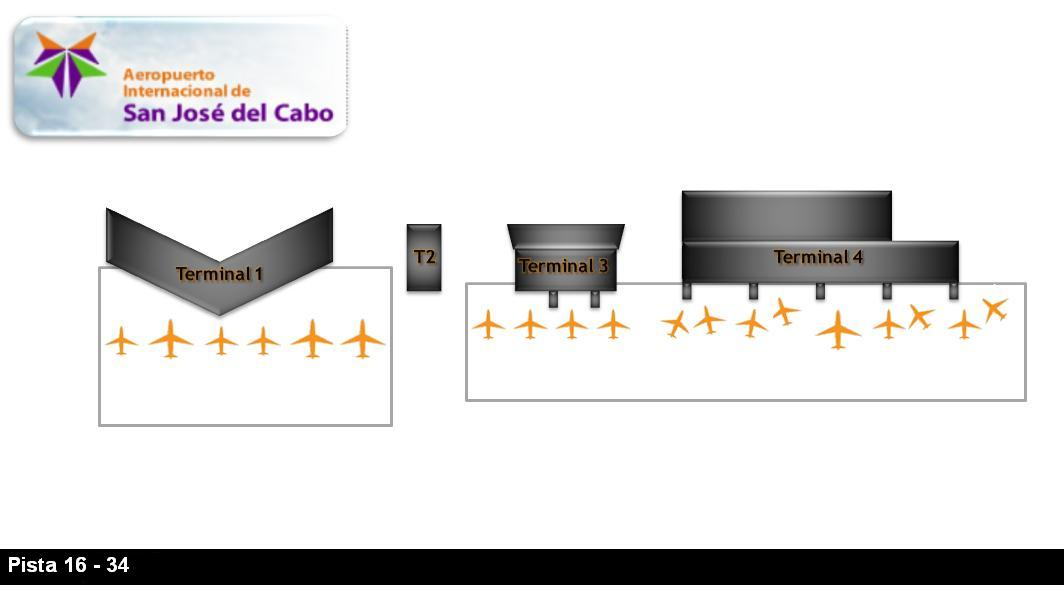
Distribución del Aeropuerto de Los Cabos (Después de que la T4 sea terminada).

### Terminal 1
Opera vuelos nacionales, la cual cuenta con 6 puertas.
Cuenta con la exclusiva sala vip, el VIP Lounge Los Cabos T1.

### Terminal 2
Opera todos los vuelos internacionales, la cual cuenta con 10 puertas.
Cuenta con la exclusiva sala vip, el VIP Lounge Los Cabos T2.

### FBO
Aviación privada (una actividad comercial de concesión de derechos, por el promotor del aeropuerto para operar en un aeropuerto y prestar servicios aeronáuticos, tales como combustible, hangar, de amarre y estacionamiento, alquiler de aviones, mantenimiento de aeronaves, instrucción de vuelo, etc.)

## Aerolíneas y destinos

### Pasajeros

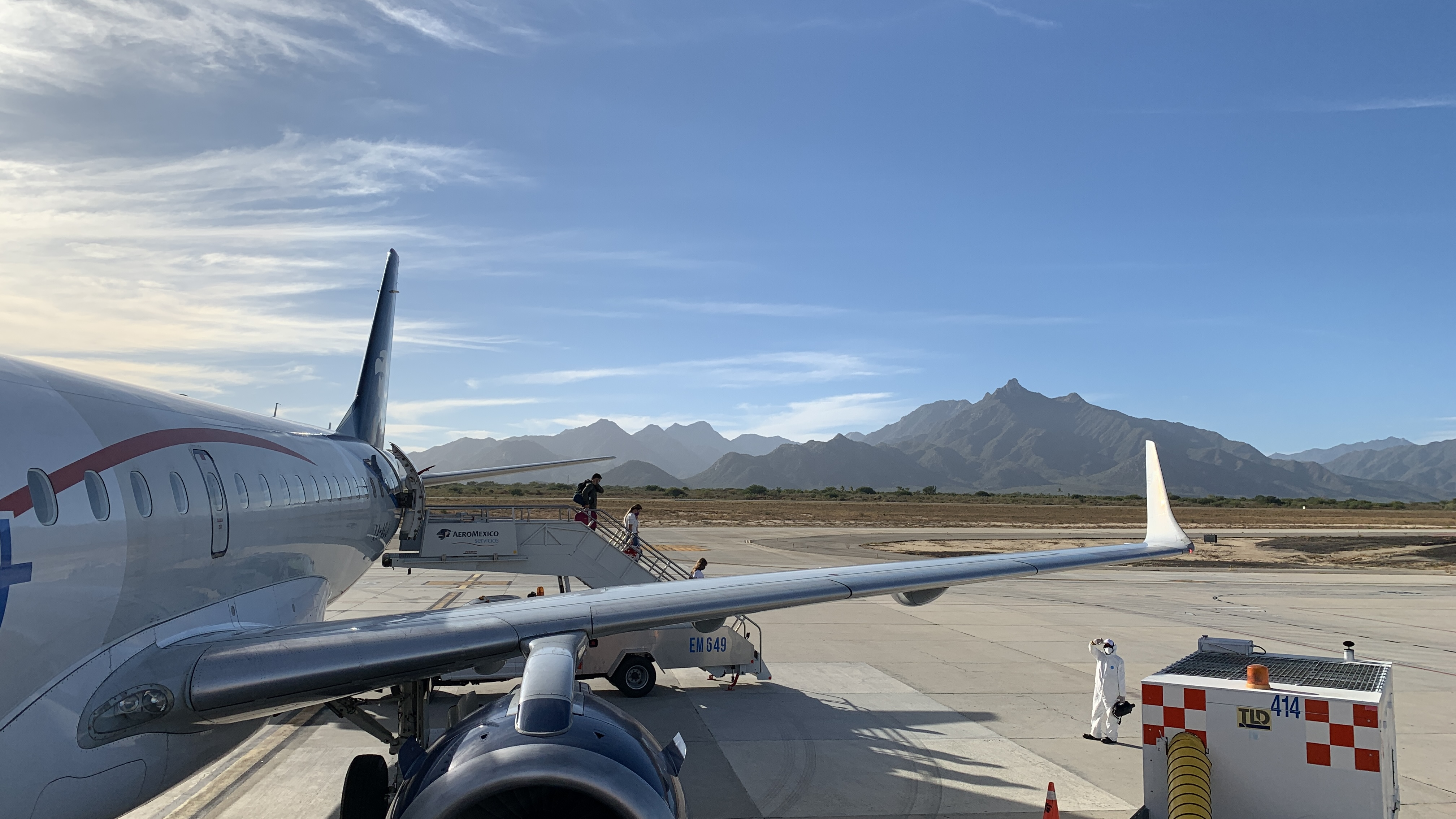
Zona de abordaje del aeropuerto, vista desde un vuelo de Aeroméxico

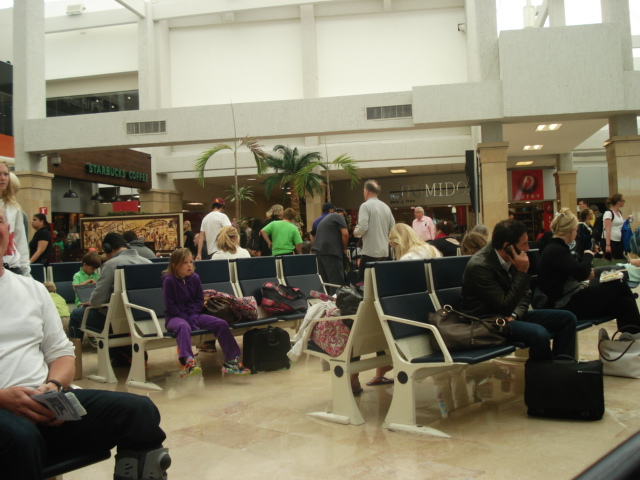
Sala de espera en la Terminal 2 del Aeropuerto.

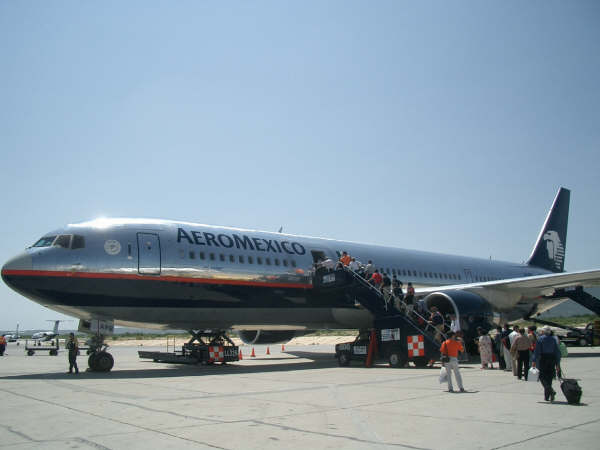
Boeing 767-300 de Aeroméxico en la Terminal 1.

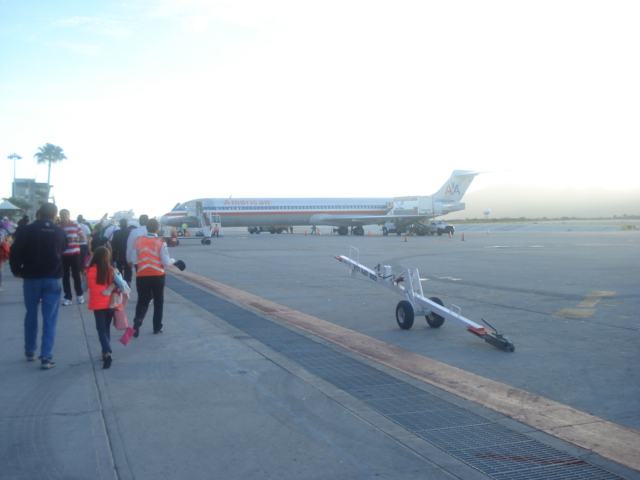
Avión de American Airlines, después de haber aterrizado proveniente del Aeropuerto Internacional de Dallas-Fort Worth.

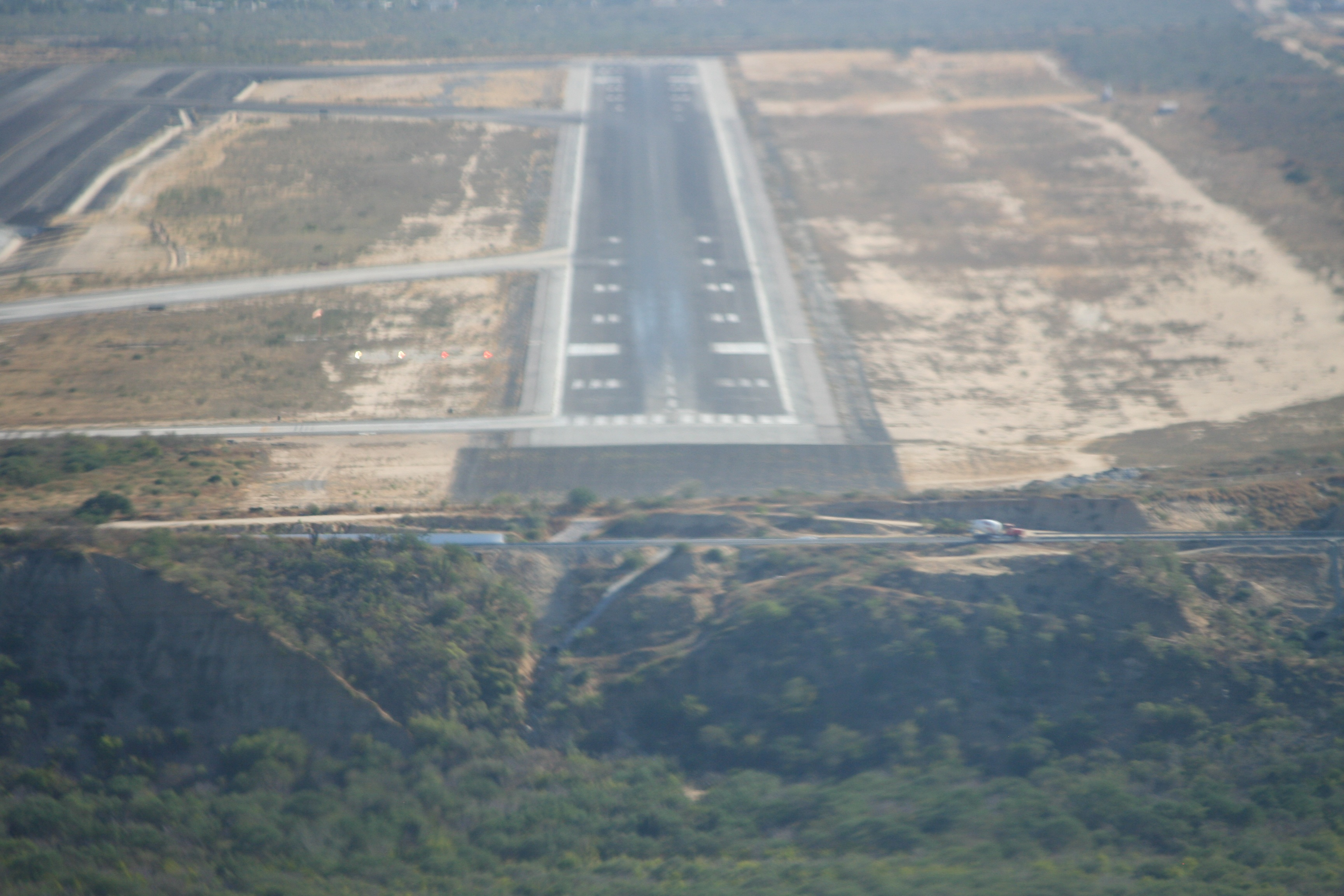
Pista de aterrizaje del aeropuerto.

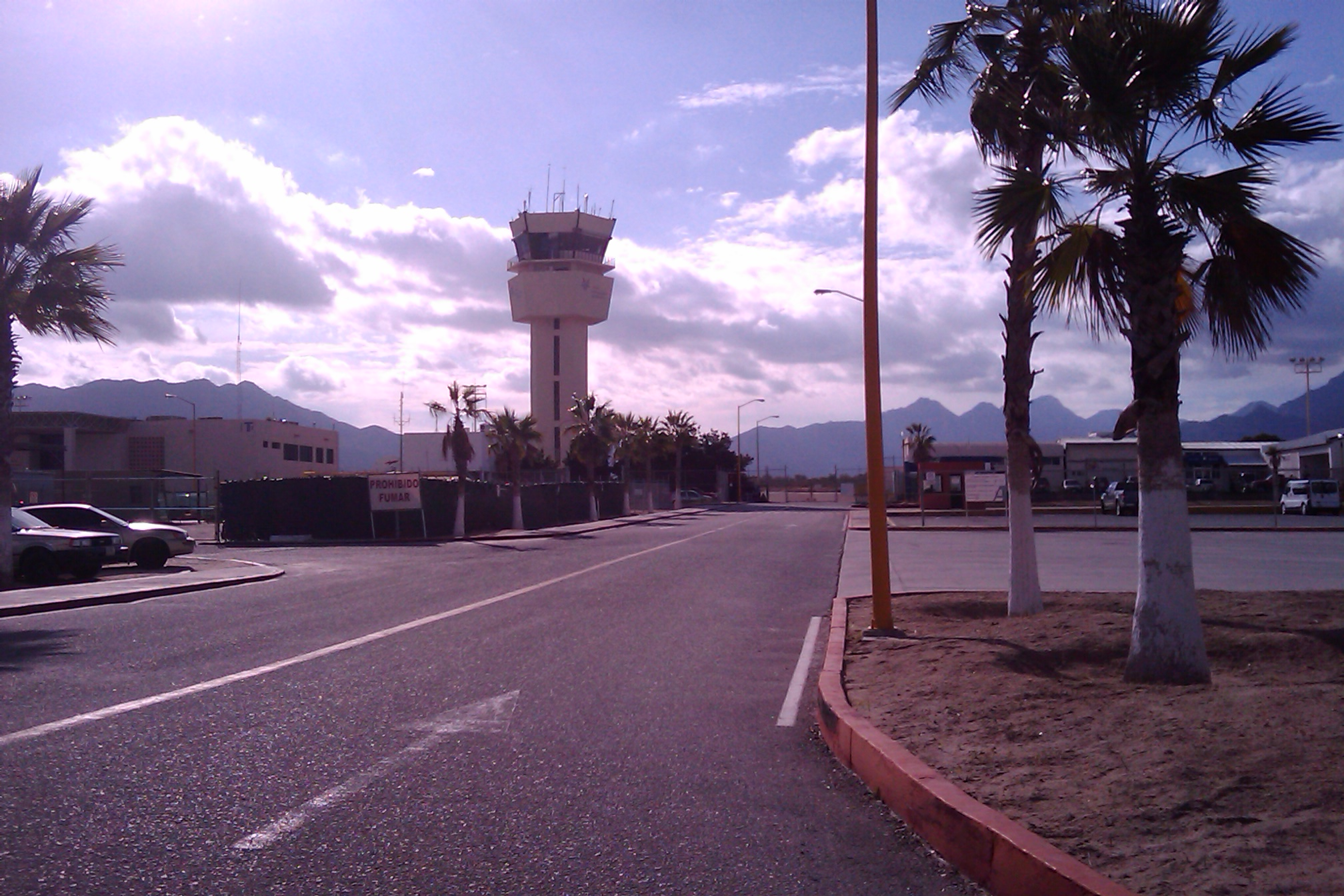
Torre de control del aeropuerto.

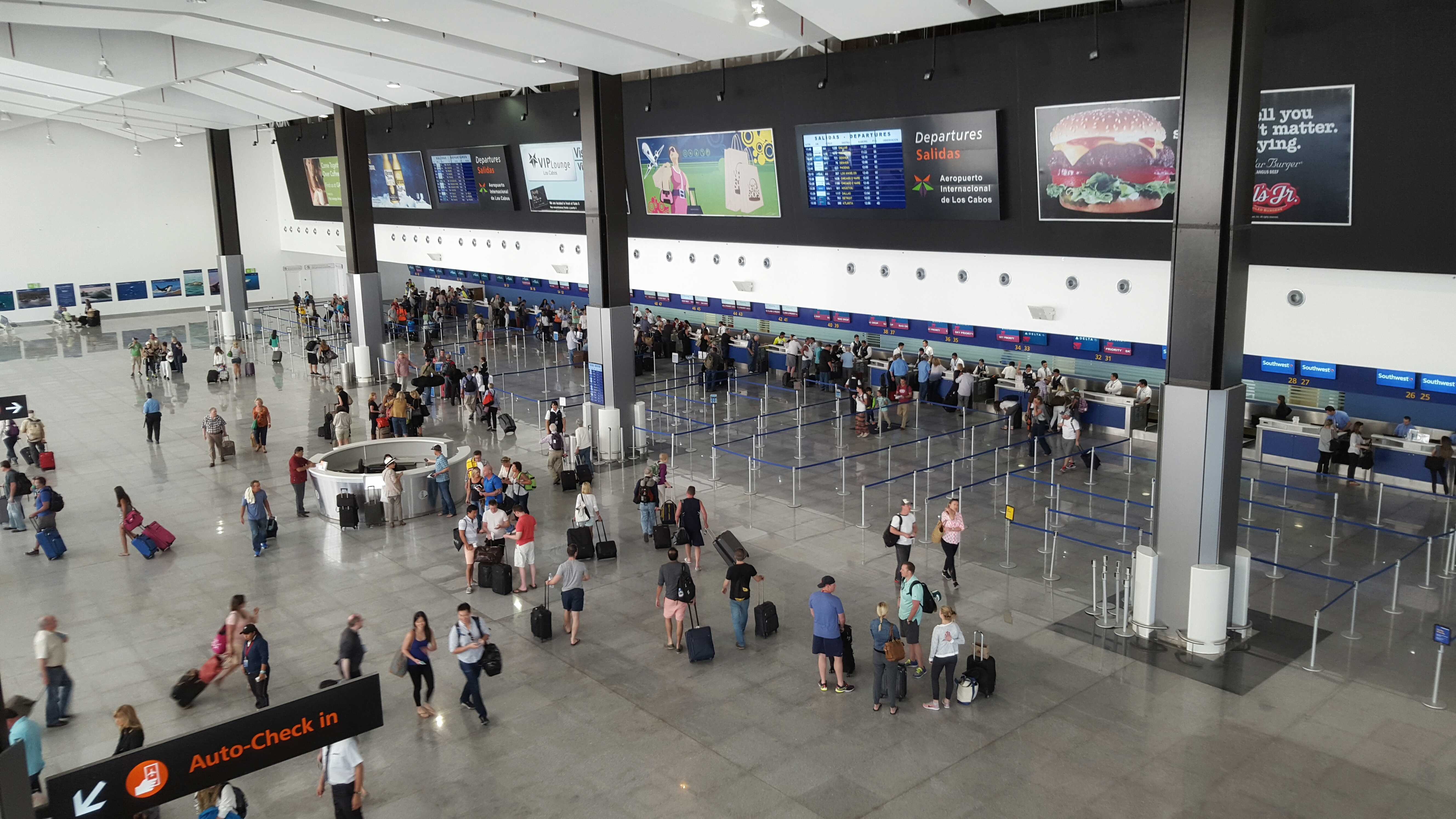
Mostradores de documentación de la terminal 2 del aeropuerto.

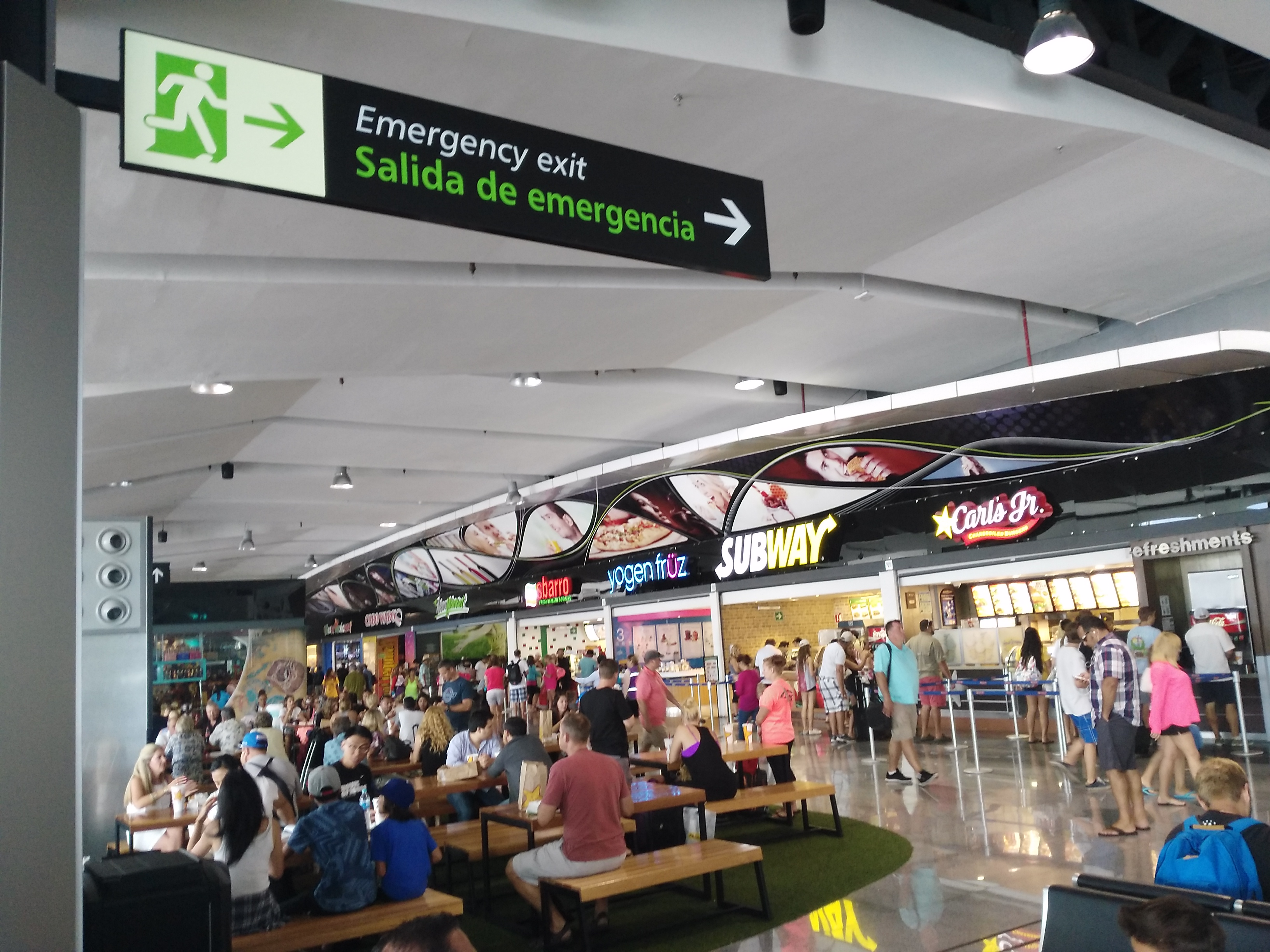
Tiendas en la sala de última espera.

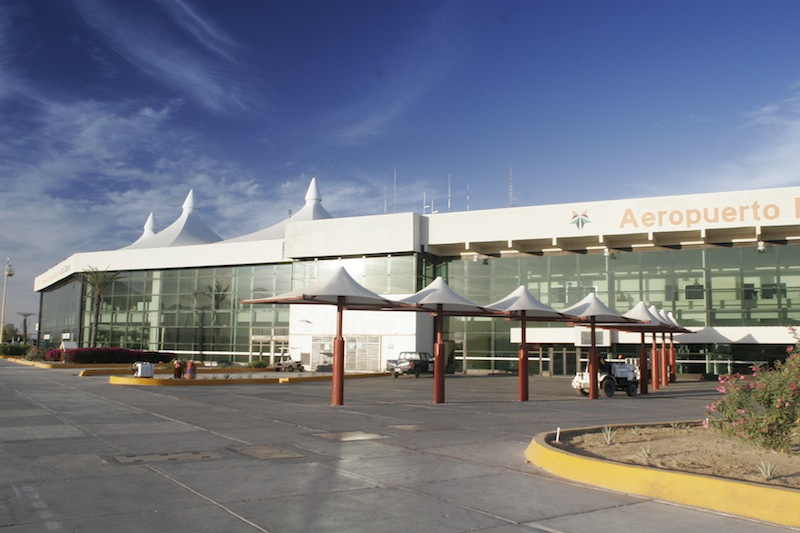
Terminal 1 del aeropuerto.

El aeropuerto se divide en dos terminales. La primera cuenta con 6 puertas, en la segunda únicamente operan vuelos internacionales y cuenta con 10 puertas. Actualmente operan 21 aerolíneas ofreciendo 60 destinos.
| Destinos por aerolínea                                                                                               | Destinos por aerolínea | Destinos por aerolínea | Destinos por aerolínea |
| Aerolínea | Destinos | Terminal               | Alianza                |
| --- | --- | ---------------------- | ---------------------- |
| Aero | Chárter: Los Angeles–Van Nuys | 2                      | N/A                    |
| Aeroméxico | Ciudad de México | 1                      | SkyTeam                |
| Aeroméxico Connect                                                                                                   | Ciudad de México | 1                      | SkyTeam                |
| Air Canada | Estacional: Montreal–Trudeau, Toronto-Pearson, Vancouver | 1                      | Star Alliance          |
| Alaska Airlines | Los Ángeles, Portland (OR), San Diego, San Francisco, San José (CA), Seattle/Tacoma Estacional: Las Vegas, Sacramento                                                                                                | 2                      | Oneworld               |
| American Airlines | Austin, Chicago–O'Hare, Dallas/Fort Worth, Los Ángeles, Phoenix-Sky Harbor Estacional: Charlotte | 2                      | Oneworld               |
| Condor | Estacional: Fráncfort | 2                      | N/A                    |
| Copa Airlines | Ciudad de Panamá-Tocumen (inicia el 4 de diciembre de 2025) | 2                      | Star Alliance          |
| Delta Air Lines | Atlanta, Los Ángeles, Salt Lake City, Seattle/Tacoma Estacional: Austin (inicia el 20 de diciembre de 2025), Detroit, Mineápolis/St. Paul, Nueva York-JFK                                                            | 2                      | SkyTeam                |
| Flair Airlines | Estacional: Vancouver | 1                      | N/A                    |
| Frontier Airlines | Phoenix–Sky Harbor Estacional: Denver | 2                      | N/A                    |
| Iberojet | Estacional: Madrid | 2                      | N/A                    |
| JetBlue Airways | Nueva York-JFK | 2                      | N/A                    |
| Magnicharters | Ciudad de México, Mazatlán, Monterrey Estacional: Puerto Vallarta | 1                      | N/A                    |
| Mexicana de Aviación                                                                                                 | Ciudad de México–AIFA, Guadalajara | 1                      | N/A                    |
| Southwest Airlines                                                                                                   | Austin, Denver, Houston-Hobby, Nashville, Oakland, Orange County, Phoenix–Sky Harbor, Sacramento, San Diego Estacional: Baltimore, Chicago–Midway, Indianápolis (inicia el 5 de marzo de 2025),Kansas City, San Luis | 2                      | N/A                    |
| Sun Country Airlines                                                                                                 | Estacional: Mineápolis/St. Paul | 1                      | N/A                    |
| United Airlines | Chicago-O'Hare, Denver, Houston-Intercontinental, Los Ángeles, Newark, San Francisco | 1                      | Star Alliance          |
| Viva | Cancún, Ciudad de México, Ciudad de México–AIFA, Culiacán, Guadalajara, Hermosillo, Monterrey, Querétaro, Tijuana, Toluca, Torreón/Gómez Palacio Estacional: Cincinnati                                              | 1                      | N/A                    |
| Volaris | Ciudad de México, Ciudad de México–AIFA, Culiacán, Guadalajara, León/El Bajío, Mexicali, Oakland, Ontario, Tijuana, Toluca                                                                                           | 1                      | N/A                    |
| WestJet | Calgary, Toronto–Pearson, Vancouver Estacional: Edmonton, Kelowna, Victoria, Winnipeg | 2                      | N/A                    |
| Total: 60 destinos (15 nacionales, 45 internacionales), 22 aerolíneas (6 nacionales, 16 internacionales), 3 alianzas | |                        |                        |

Notas
1. ↑  El vuelo de Viva con destino a Cancún hace escala en Toluca.

### Destinos nacionales
Se brinda servicio a 15 ciudades dentro del país a cargo de 6 aerolíneas. El destino de Aeroméxico también es operado por Aeroméxico Connect.
| Cancún (CUN)                | •  |   |   |   |   | 1  |
| Ciudad de México (MEX)      | •  | • | • |   | • | 4  |
| Ciudad de México (NLU)      | •  | • |   | • |   | 3  |
| Culiacán (CUL)              | •  | • |   |   |   | 2  |
| Guadalajara (GDL)           | •  | • |   | • |   | 3  |
| Hermosillo (HMO)            | •  |   |   |   |   | 1  |
| León/El Bajío (BJX)         |    | • |   |   |   | 1  |
| Mazatlán (MZT)              |    |   | • |   |   | 1  |
| Mexicali (MXL)              |    | • |   |   |   | 1  |
| Monterrey (MTY)             | •  |   | • |   |   | 2  |
| Puerto Vallarta (PVR)       |    |   | • |   |   | 1  |
| Querétaro (QRO)             | •  |   |   |   |   | 1  |
| Tijuana (TIJ)               | •  | • |   |   |   | 2  |
| Toluca (TLC)                | •  | • |   |   |   | 2  |
| Torreón/Gómez Palacio (TRC) | •  |   |   |   |   | 1  |
| Total                       | 11 | 8 | 4 | 2 | 1 | 15 |

### Destinos internacionales
Se brinda servicio a 45 ciudades extranjeras (18 estacionales) a cargo de 17 aerolíneas.
| Ciudades                                                      | Nombre del aeropuerto                                    | Aerolíneas                                                                                                |              |              |              |
| Norteamérica                                                  | Norteamérica                                             | Norteamérica                                                                                              | Norteamérica | Norteamérica | Norteamérica |
| ------------------------------------------------------------- | -------------------------------------------------------- | --- | ------------ | ------------ | ------------ |
| Canadá (8 destinos [5 estacionales], 4 aerolíneas)            |                                                          | |              |              |              |
| Calgary (Alberta)                                             | Aeropuerto Internacional de Calgary                      | WestJet                                                                                                   |              |              |              |
| Edmonton (Alberta)                                            | Aeropuerto Internacional de Edmonton                     | WestJet (Estacional)                                                                                      |              |              |              |
| Kelowna (Columbia Británica)                                  | Aeropuerto Internacional de Kelowna                      | WestJet (Estacional)                                                                                      |              |              |              |
| Montreal (Quebec)                                             | Aeropuerto Internacional Pierre Elliott Trudeau          | Air Canada (Estacional)                                                                                   |              |              |              |
| Toronto (Ontario)                                             | Aeropuerto Internacional Toronto Pearson                 | Air Canada (Estacional) / WestJet                                                                         |              |              |              |
| Vancouver (Columbia Británica)                                | Aeropuerto Internacional de Vancouver                    | Air Canada (Estacional) / Flair Airlines (Estacional) / WestJet                                           |              |              |              |
| Victoria (Columbia Británica)                                 | Aeropuerto Internacional de Victoria                     | WestJet (Estacional)                                                                                      |              |              |              |
| Winnipeg (Manitoba)                                           | Aeropuerto Internacional James Armstrong Richardson      | WestJet (Estacional)                                                                                      |              |              |              |
| Estados Unidos (34 destinos [11 estacionales], 10 aerolíneas) |                                                          | |              |              |              |
| Atlanta (Georgia)                                             | Aeropuerto Internacional Hartsfield-Jackson              | Delta Air Lines                                                                                           |              |              |              |
| Austin (Texas)                                                | Aeropuerto Internacional de Austin-Bergstrom             | American Airlines / Delta Air Lines (Estacional) (inicia el 20 de diciembre de 2025) / Southwest Airlines |              |              |              |
| Baltimore (Maryland)                                          | Aeropuerto Internacional de Baltimore-Washington         | Southwest Airlines (Estacional)                                                                           |              |              |              |
| Charlotte (Carolina del Norte)                                | Aeropuerto Internacional de Charlotte-Douglas            | American Airlines (Estacional)                                                                            |              |              |              |
| Chicago (Illinois)                                            | Aeropuerto Internacional O'Hare                          | American Airlines / United Airlines                                                                       |              |              |              |
| Chicago (Illinois)                                            | Aeropuerto Internacional Midway                          | Southwest Airlines (Estacional)                                                                           |              |              |              |
| Cincinnati (Ohio)                                             | Aeropuerto Internacional de Cincinnati/Norte de Kentucky | Viva (Estacional)                                                                                         |              |              |              |
| Dallas (Texas)                                                | Aeropuerto Internacional de Dallas-Fort Worth            | American Airlines                                                                                         |              |              |              |
| Denver (Colorado)                                             | Aeropuerto Internacional de Denver                       | Frontier Airlines (Estacional) / Southwest Airlines / United Airlines                                     |              |              |              |
| Detroit (Míchigan)                                            | Aeropuerto Internacional de Detroit                      | Delta Air Lines (Estacional)                                                                              |              |              |              |
| Houston (Texas)                                               | Aeropuerto Intercontinental George Bush                  | United Airlines                                                                                           |              |              |              |
| Houston (Texas)                                               | Aeropuerto William P. Hobby                              | Southwest Airlines                                                                                        |              |              |              |
| Indianápolis (Indiana)                                        | Aeropuerto Internacional de Indianápolis                 | Southwest Airlines (Estacional) (inicia el 5 de marzo de 2025)                                            |              |              |              |
| Kansas City (Misuri)                                          | Aeropuerto Internacional de Kansas City                  | Southwest Airlines (Estacional)                                                                           |              |              |              |
| Las Vegas (Nevada)                                            | Aeropuerto Internacional Harry Reid                      | Alaska Airlines (Estacional)                                                                              |              |              |              |
| Los Ángeles (California)                                      | Aeropuerto Internacional de Los Ángeles                  | Alaska Airlines / American Airlines / Delta Air Lines / United Airlines                                   |              |              |              |
| Los Ángeles (California)                                      | Aeopuerto de Van Nuys                                    | Aero (Chárter)                                                                                            |              |              |              |
| Mineápolis (Minnesota)                                        | Aeropuerto Internacional de Mineápolis-Saint Paul        | Delta Air Lines (Estacional) / Sun Country Airlines (Estacional)                                          |              |              |              |
| Nashville (Tennessee)                                         | Aeropuerto Internacional de Nashville                    | Southwest Airlines                                                                                        |              |              |              |
| Newark (Nueva Jersey)                                         | Aeropuerto Internacional Libertad de Newark              | United Airlines                                                                                           |              |              |              |
| Nueva York (Nueva York)                                       | Aeropuerto Internacional John F. Kennedy                 | Delta Air Lines (Estacional) / JetBlue Airways                                                            |              |              |              |
| Oakland (California)                                          | Aeropuerto de Oakland de la Bahía de San Francisco       | Southwest Airlines / Volaris                                                                              |              |              |              |
| Ontario (California)                                          | Aeropuerto Internacional LA/Ontario                      | Volaris                                                                                                   |              |              |              |
| Orange County (California)                                    | Aeropuerto John Wayne                                    | Southwest Airlines                                                                                        |              |              |              |
| Phoenix (Arizona)                                             | Aeropuerto Internacional de Phoenix-Sky Harbor           | American Airlines / Frontier Airlines / Southwest Airlines                                                |              |              |              |
| Portland (Oregón)                                             | Aeropuerto Internacional de Portland                     | Alaska Airlines                                                                                           |              |              |              |
| Sacramento (California)                                       | Aeropuerto Internacional de Sacramento                   | Alaska Airlines (Estacional) / Southwest Airlines                                                         |              |              |              |
| Salt Lake City (Utah)                                         | Aeropuerto Internacional de Salt Lake City               | Delta Air Lines                                                                                           |              |              |              |
| San Diego (California)                                        | Aeropuerto Internacional de San Diego                    | Alaska Airlines / Southwest Airlines                                                                      |              |              |              |
| San Francisco (California)                                    | Aeropuerto Internacional de San Francisco                | Alaska Airlines / United Airlines                                                                         |              |              |              |
| San José (California)                                         | Aeropuerto Internacional de San José                     | Alaska Airlines                                                                                           |              |              |              |
| San Luis (Misuri)                                             | Aeropuerto Internacional Lambert                         | Southwest Airlines (Estacional)                                                                           |              |              |              |
| Seattle (Washington)                                          | Aeropuerto Internacional de Seattle-Tacoma               | Alaska Airlines / Delta Air Lines                                                                         |              |              |              |
| Washington D. C.                                              | Aeropuerto Internacional de Washington-Dulles            | United Airlines (Estacional)                                                                              |              |              |              |
| Centroamérica                                                 |                                                          | |              |              |              |
| Panamá (1 destino, 1 aerolínea)                               |                                                          | |              |              |              |
| Ciudad de Panamá                                              | Aeropuerto Internacional de Tocumen                      | Copa Airlines (inicia el 4 de diciembre de 2025)                                                          |              |              |              |
| Europa                                                        |                                                          | |              |              |              |
| Alemania (1 destino [estacional], 1 aerolínea)                |                                                          | |              |              |              |
| Fráncfort                                                     | Aeropuerto de Fráncfort del Meno                         | Condor (Estacional)                                                                                       |              |              |              |
| España (1 destino [estacional], 1 aerolínea)                  |                                                          | |              |              |              |
| Madrid                                                        | Aeropuerto Adolfo Suárez Madrid-Barajas                  | Iberojet (Estacional)                                                                                     |              |              |              |
| Total: 45 destinos (18 estacionales), 4 países, 17 aerolíneas |                                                          | |              |              |              |

## Estadísticas

### Rutas más transitadas
| Número | Ciudad                    | Pasajeros | Ranking     | Aerolínea                                                    |
| ------ | ------------------------- | --------- | ----------- | ------------------------------------------------------------ |
| 1      | Ciudad de México          | 405,810   | Sin cambios | Aeroméxico, Aeroméxico Connect, Magnicharters, Viva, Volaris |
| 2      | Tijuana, Baja California  | 252,979   | Sin cambios | Viva, Volaris                                                |
| 3      | Guadalajara, Jalisco      | 240,785   | Sin cambios | Mexicana, Viva, Volaris                                      |
| 4      | Culiacán, Sinaloa         | 108,371   | Sin cambios | Viva, Volaris                                                |
| 5      | Toluca, Estado de México  | 98,986    | 1           | Viva, Volaris                                                |
| 6      | Monterrey, Nuevo León     | 93,106    | 1           | Magnicharters, Viva                                          |
| 7      | Valle de México           | 84,236    | 1           | Mexicana, Viva, Volaris                                      |
| 8      | Querétaro, Querétaro      | 37,367    | 1           | Viva                                                         |
| 9      | León, Guanajuato          | 29,716    | 2           | Volaris                                                      |
| 10     | Mexicali, Baja California | 19,409    | 1           | Volaris                                                      |
| 11     | Hermosillo, Sonora        | 18,108    | 1           | Viva                                                         |
| 12     | Torreón, Coahuila         | 15,168    | 1           | Viva                                                         |
| 13     | Cancún, Quintana Roo      | 2,964     |             | Viva                                                         |
| 14     | Ciudad Juárez, Chihuahua  | 345       | 2           |                                                              |
| 15     | Chihuahua, Chihuahua      | 115       |             |                                                              |

| Número | Ciudad                                           | Pasajeros | Ranking     | Aerolínea                                                            |
| ------ | ------------------------------------------------ | --------- | ----------- | -------------------------------------------------------------------- |
| 1      | Los Ángeles, California                          | 317,977   | Sin cambios | Alaska Airlines, American Airlines, Delta Air Lines, United Airlines |
| 2      | Dallas, Texas                                    | 253,480   | Sin cambios | American Airlines                                                    |
| 3      | Phoenix, Arizona                                 | 231,922   | Sin cambios | American Airlines, Frontier Airlines, Southwest Airlines             |
| 4      | Houston, Texas (aeropuertos George Bush y Hobby) | 206,761   | Sin cambios | Southwest Airlines, United Airlines                                  |
| 5      | San Francisco, California                        | 161,941   | Sin cambios | Alaska Airlines, United Airlines                                     |
| 6      | Denver, Colorado                                 | 125,393   | Sin cambios | Southwest Airlines, United Airlines                                  |
| 7      | Seattle, Washington                              | 117,981   | Sin cambios | Alaska Airlines, Delta Air Lines                                     |
| 8      | Chicago, Illinois (aeropuertos O'Hare y Midway)  | 90,026    | Sin cambios | American Airlines, Southwest Airlines, United Airlines               |
| 9      | Atlanta, Georgia                                 | 78,671    | Sin cambios | Delta Air Lines                                                      |
| 10     | San Diego, California                            | 69,227    | 1           | Alaska Airlines, Southwest Airlines                                  |
| 11     | Vancouver, Canadá                                | 65,730    | 1           | Air Canada, Flair Airlines, Sunwing Airlines, WestJet                |
| 12     | Salt Lake City, Utah                             | 59,973    | 1           | Delta Air Lines                                                      |
| 13     | Nueva York, Nueva York                           | 56,610    | 3           | Delta Air Lines, JetBlue Airways                                     |
| 14     | Orange County, California                        | 46,720    | 1           | Southwest Airlines                                                   |
| 15     | Calgary, Canadá                                  | 45,010    | 1           | Sunwing Airlines, WestJet                                            |

Notas
1. ↑  Las estadísticas oficiales incluyen los aeropuertos George Bush y Hobby.
2. ↑  Las estadísticas oficiales incluyen los aeropuertos O'Hare y Midway.

## Servicios e instalaciones

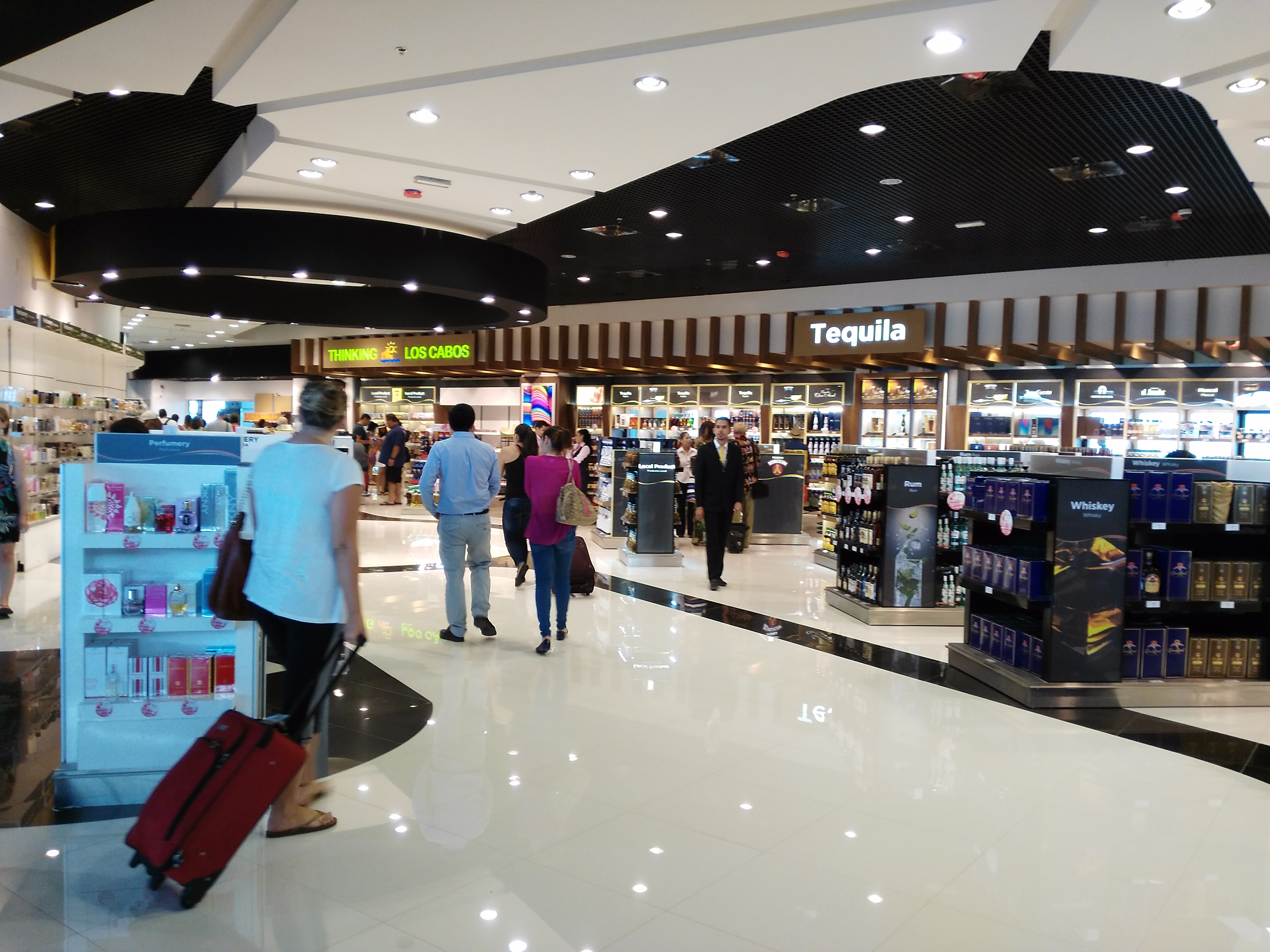
Tiendas en el aeropuerto.

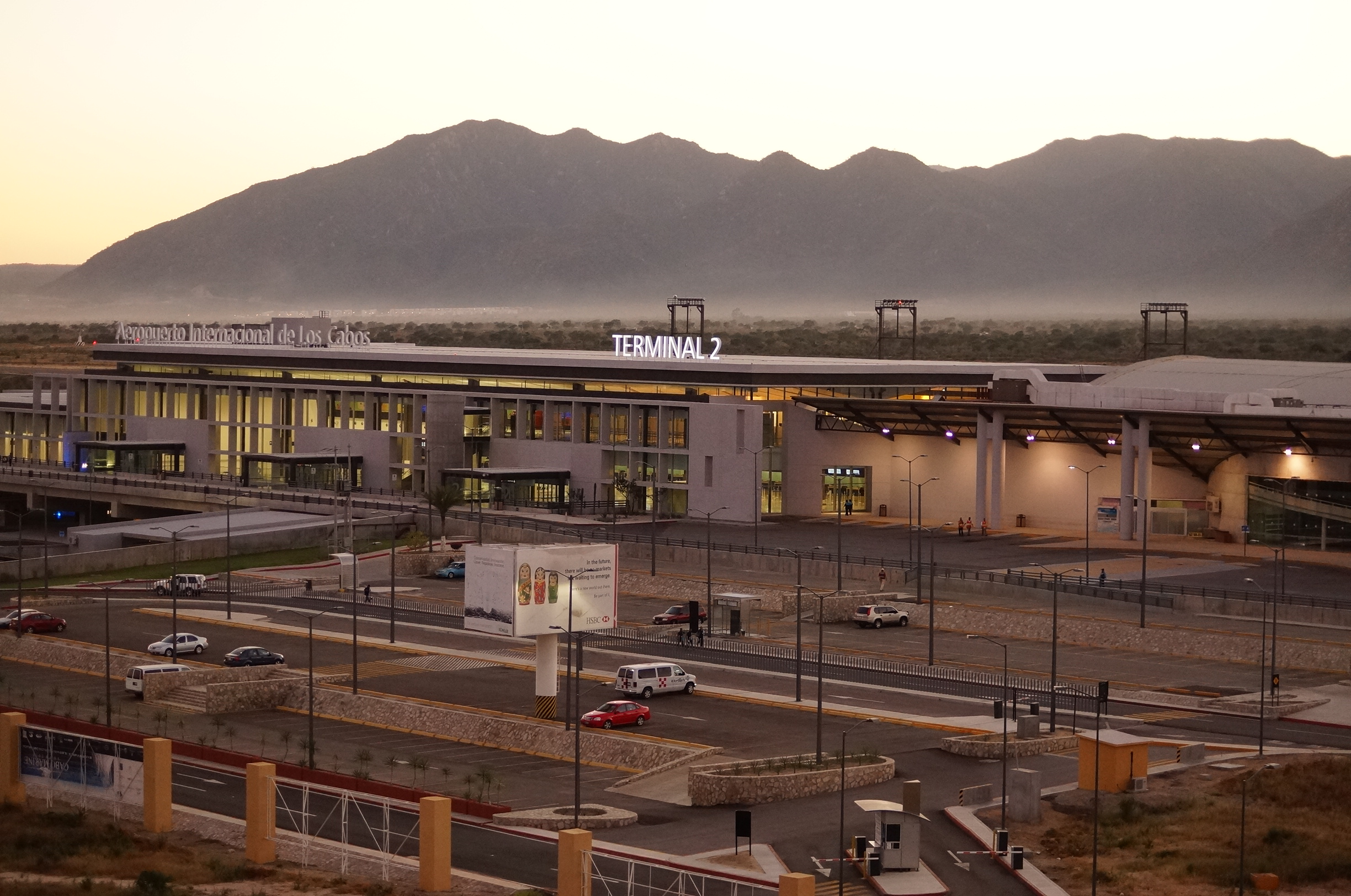
Fachada de la terminal 2.

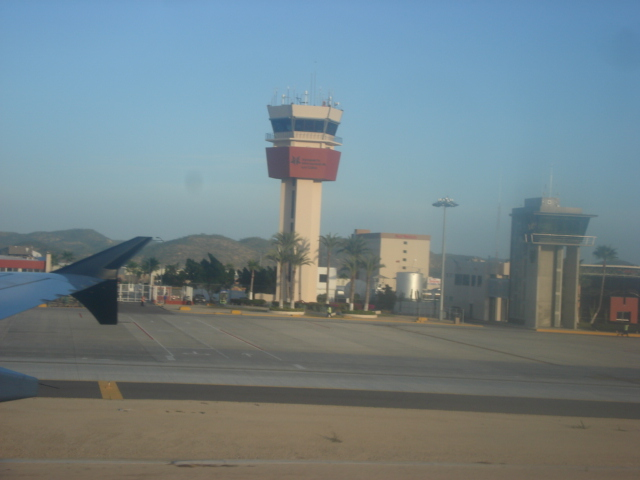
Torre de control del aeropuerto.

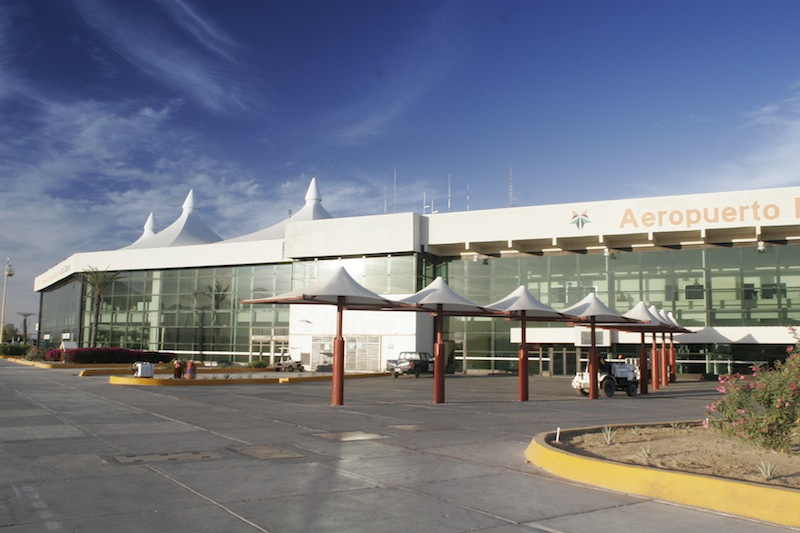
Lado aire de la Terminal 1 del aeropuerto.

- La Carretera Transpeninsular se ha convertido en un polo comercial donde destacan los siguientes establecimientos.

### Hoteles
- Hotel Aeropuerto Los Cabos
- Desarrolladores de los Cabos
- Playa Grande/Solmar
- Pueblo Bonito
- The Grand Mayan
- Villa del Palmar

### Restaurantes
El Aeropuerto cuenta con numerosos restaurantes y locales de comida rápida, entre los más conocidos se encuentran:

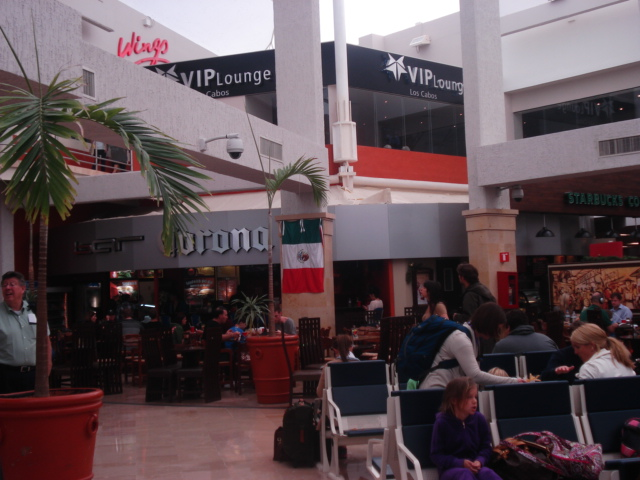
Restaurantes y tiendas de la Terminal 2 del Aeropuerto.

- Bar Corona
- Burger King
- Boston Hot Dogs
- Carl's Jr.
- Corner Bar
- Domino's Pizza
- Medas
- Sbarro
- Subway
- Starbucks
- Yogurlisios Frozen Yogurt

### Transporte terrestre
- The Cabo Shuttle - Private Transportation
- Airport Cabo VIP, Transportación privada de lujo desde el Aeropuerto a cualquier parte de Los Cabos.
- All Ways Cabo Transporation, Traslado privado desde el Aeropuerto a Hoteles. Tours a La Paz, Todos Santos y los Barriles.
- Cabo Airport Shuttle, Camionetas compartidas y privadas con diversos destinos.
- Cabo Is Fun, compañía de transportación privada orientada a la comunidad LGBTQ.
- Cabo Shuttle Services, Traslados privados y compartidos con servicio a diversos destinos.
- Cabos Airport Shuttle, Transportación privada en el aeropuerto de SJD a toda la zona de Los Cabos.
- Eco Baja Tours, Camionetas con destino a La Paz, Los Barriles y Todos Santos.
- EPIC
- Etransfers, servicios de taxi desde el aeropuerto de Los Cabos.
- Los Cabos Airport Shuttle, Camionetas compartidas y privadas con diversos destinos.
- Los Cabos Express Vagonetas, limusinas y autobuses desde el aeropuerto.
- Los Cabos First Class, Autos y camionetas con destino a Los Cabos.
- My Cabo Tours, Camionetas con destino a Los Cabos.
- Ruta del Desierto, Autobuses con destino a diversos puntos de Los Cabos.
- Shuttle in Cab Camionetas, autos y limusinas con destino a Los Cabos.
- SJD Taxi, Servicio de lujo privado en el aeropuerto con diversos destinos.
- Super Shuttle, Camionetas compartidas y privadas con diversos destinos.
- Taxis del Aeropuerto, Taxis en las instalaciones del aeropuerto.
- Terramar Transfer
- Transportación Cabo San Lucas, Traslado privado desde y hacia el aeropuerto.
- Transportation For Less, transporte privado de lujo desde y hacia al aeropuerto.

### Alquiler de automóviles
- Alamo
- America Car Rental
- Avis
- City Car Rental
- Europcar
- Expedia
- Hertz México
- Kayak
- Mex Rent a Car
- National Car

## Galería de fotos

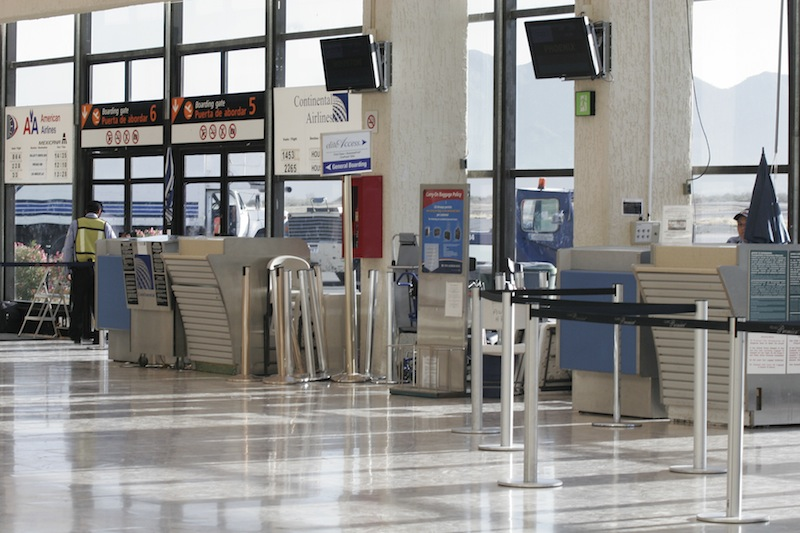
Zona de abordaje del aeropuerto.
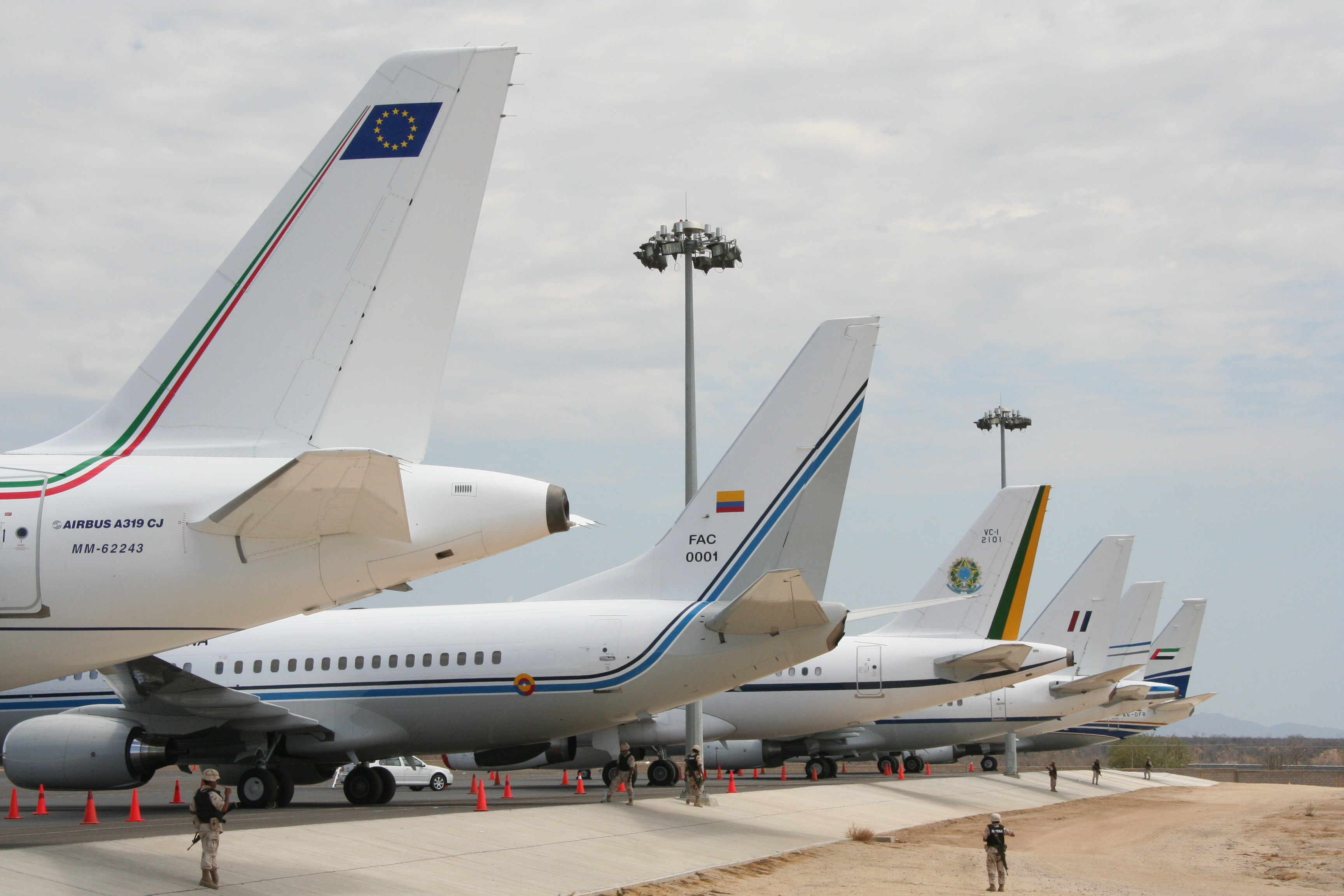
Aviones presidenciales de diferentes países en la plataforma del aeropuerto.
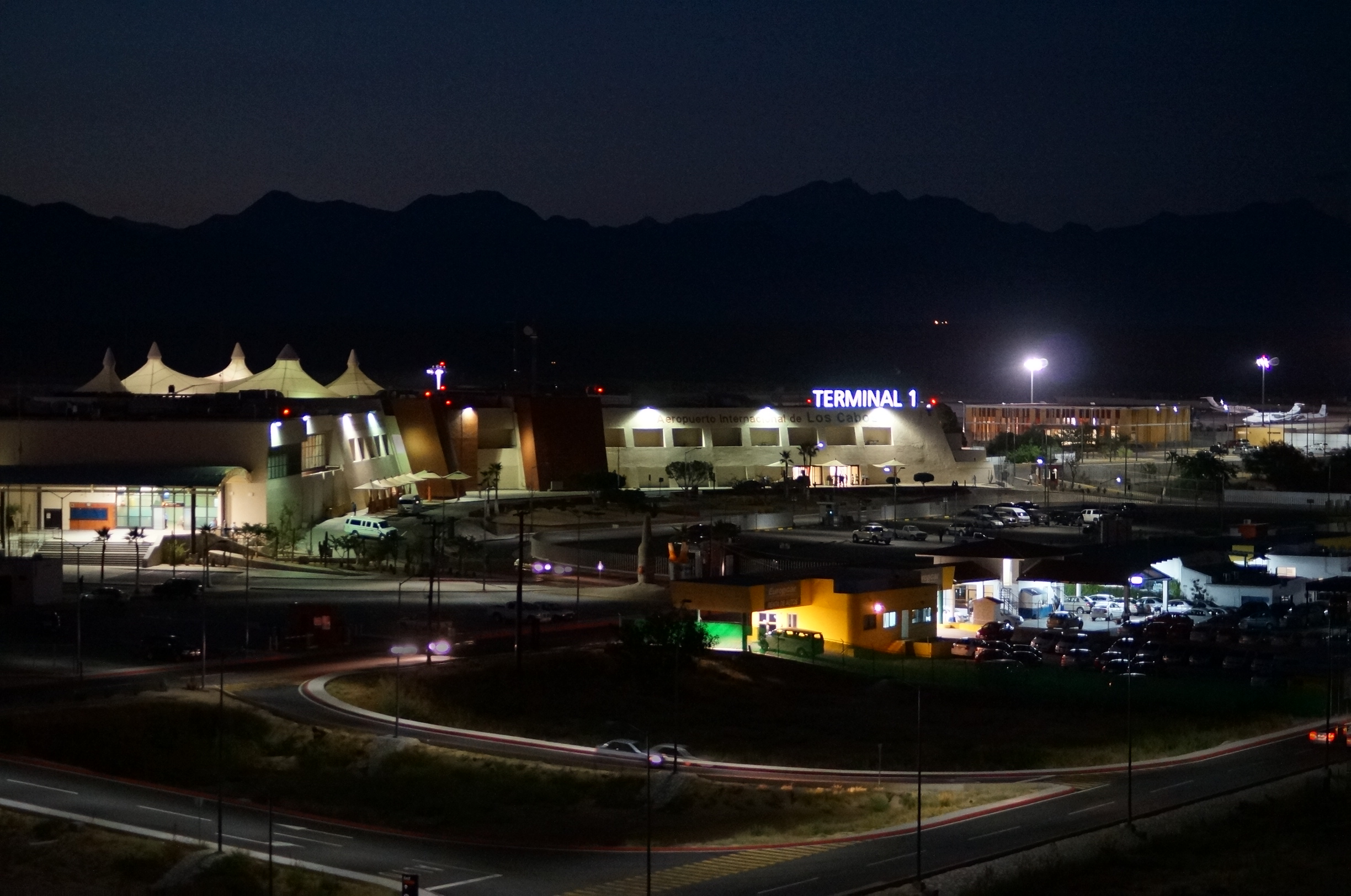
Vista nocturna de la terminal 1.
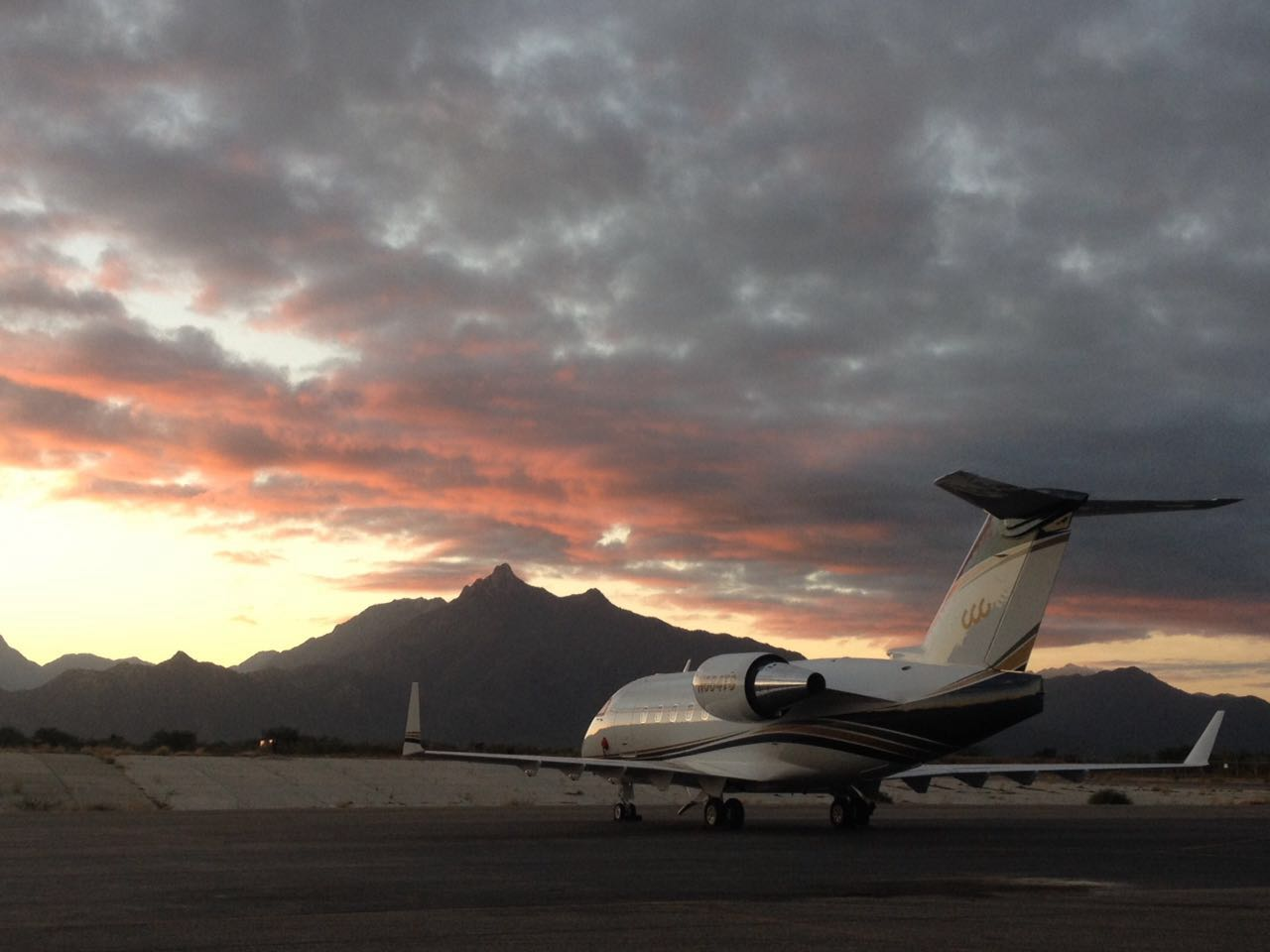
Bombardier CL-604 (N684TS) en plataforma del aeropuerto.
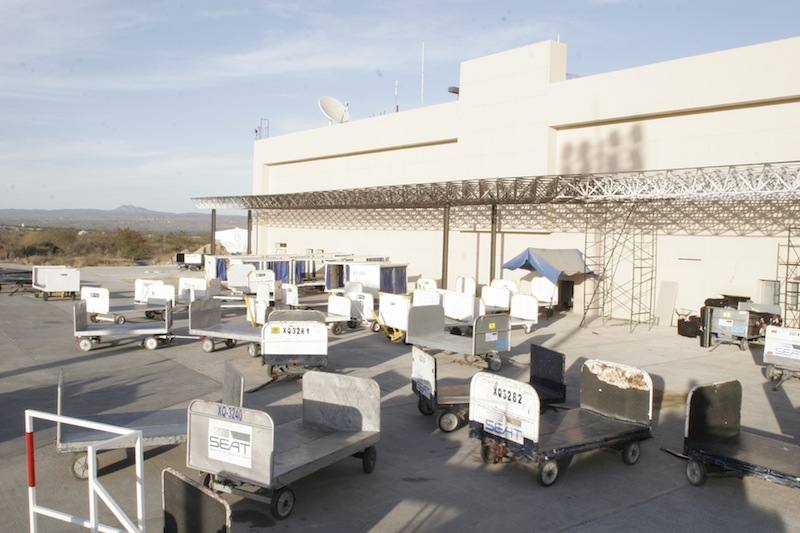
Almacén del aeropuerto.
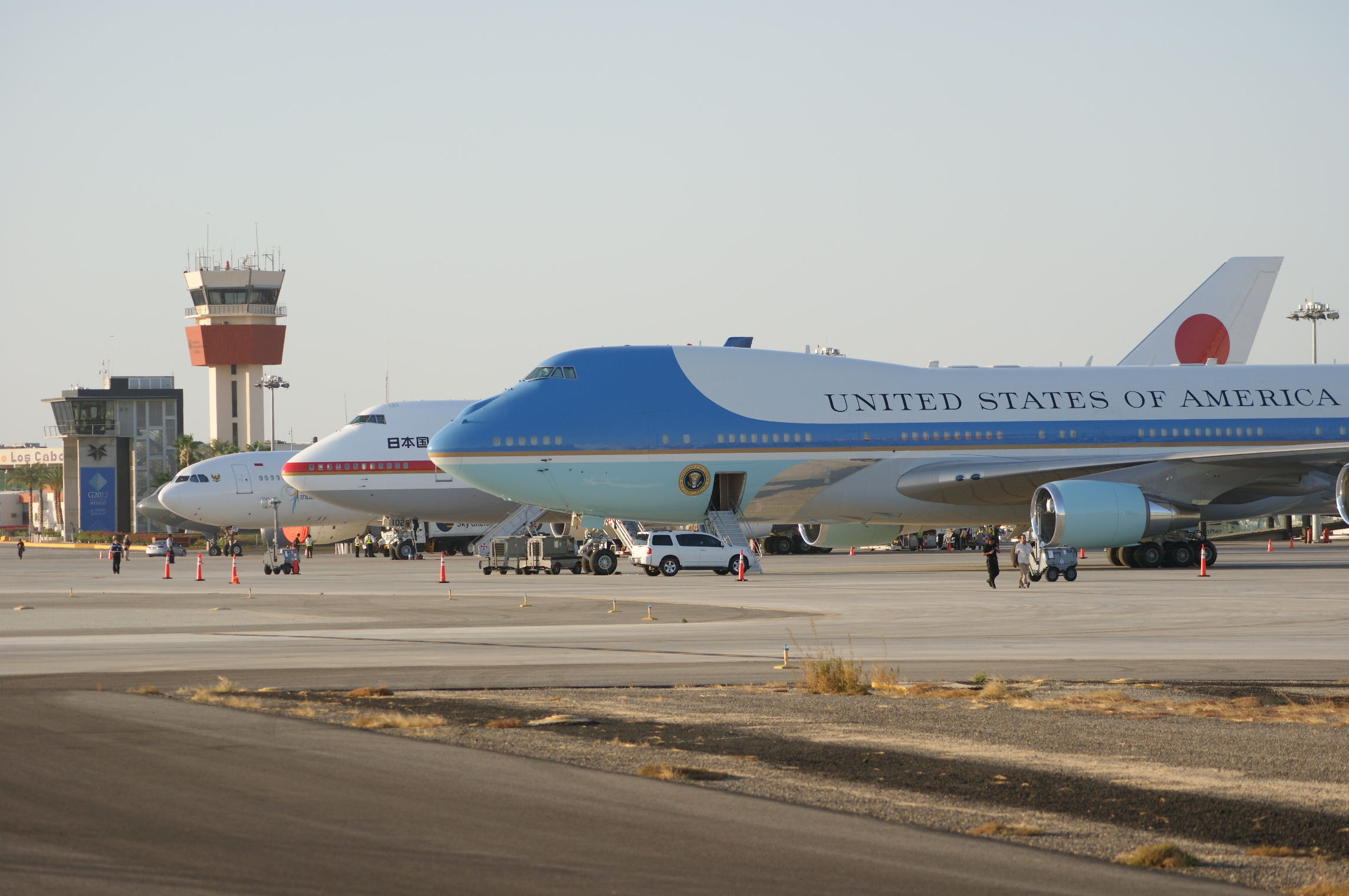
Aviones presidenciales de Estados Unidos, Japón e Indonesia en la plataforma del aeropuerto.
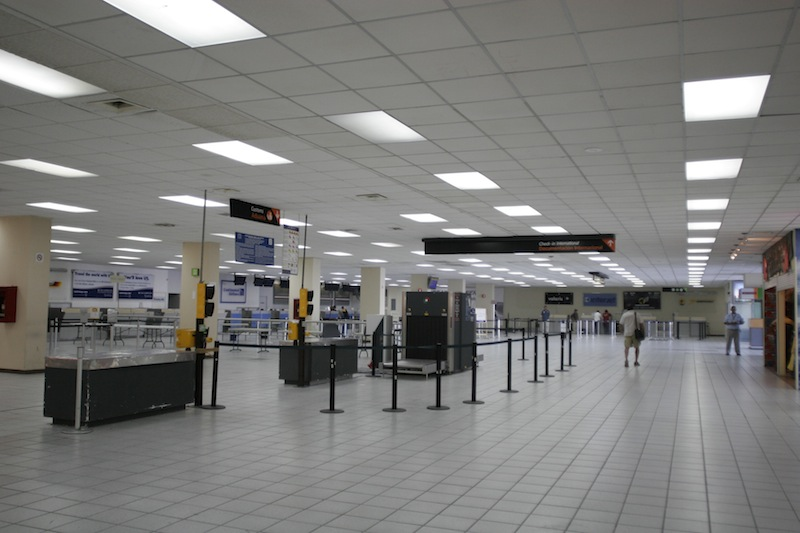
Taquillas del aeropuerto.
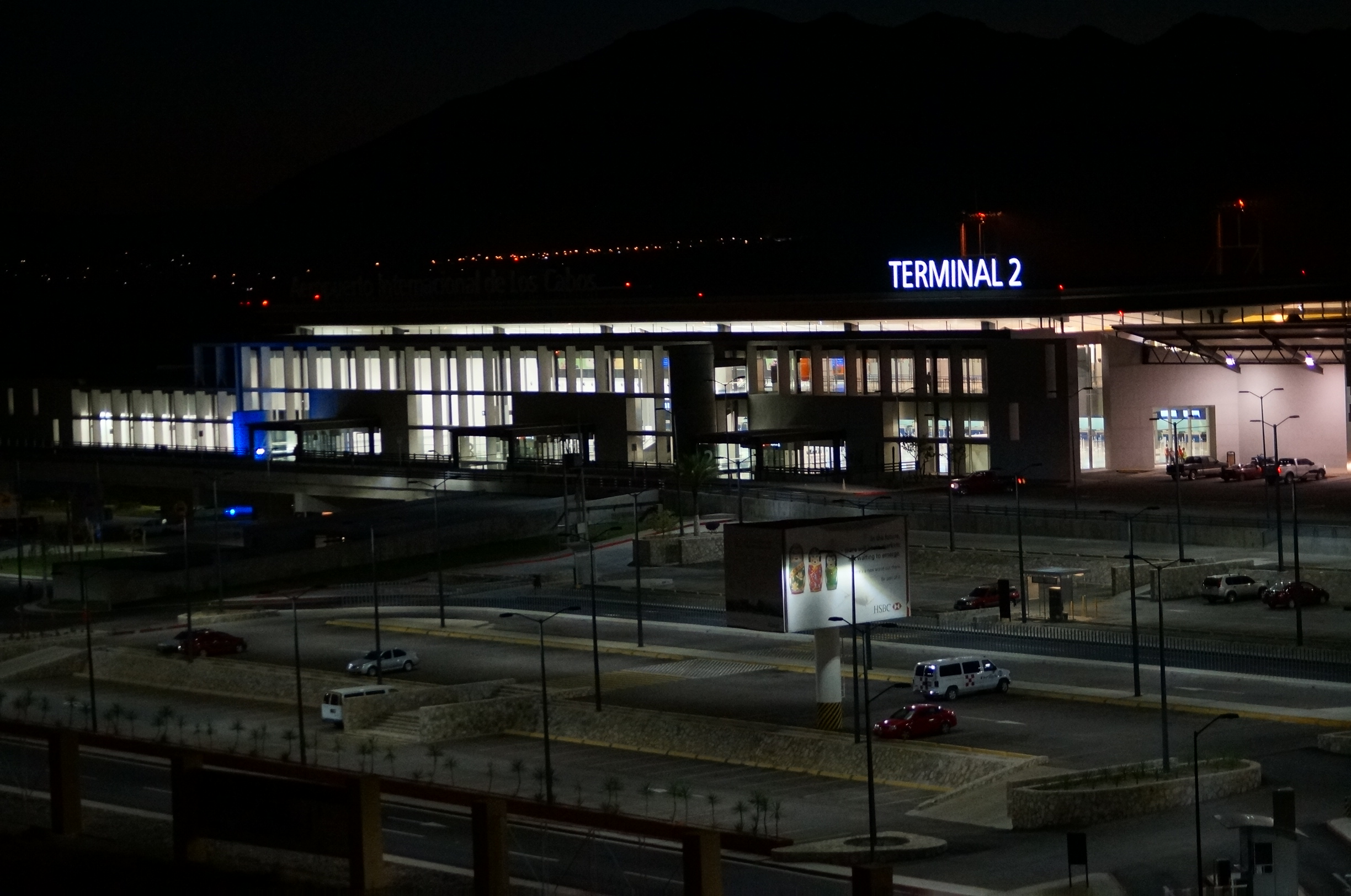
Vista nocturna de la terminal 2.

## Aeropuertos cercanos
Los aeropuertos más cercanos son:
- Aeropuerto Internacional de La Paz (122 km)
- Aeropuerto Internacional Federal de Culiacán (287 km)
- Aeropuerto Internacional Federal del Valle del Fuerte (287 km)
- Aeropuerto Internacional General Rafael Buelna (336 km)
- Aeropuerto Internacional de Loreto (355 km)